# Argyle (villa)
Argyle es una villa ubicada en el condado de Washington en el estado estadounidense de Nueva York. En el año 2000 tenía una población de 289 habitantes y una densidad poblacional de 313 personas por km².

## Geografía
Argyle se encuentra ubicada en las coordenadas 43°14′14″N 73°29′24″O / 43.23722, -73.49000.

## Demografía
Según la Oficina del Censo en 2000 los ingresos medios por hogar en la localidad eran de $36 500, y los ingresos medios por familia eran $41 667. Los hombres tenían unos ingresos medios de $24 792 frente a los $26 563 para las mujeres. La renta per cápita para la localidad era de $18 396. Alrededor del 10.5% de la población estaban por debajo del umbral de pobreza.